# George Dickie (Botaniker)
George Dickie (* 23. November 1812 in Aberdeen; † 15. Juli 1882) war ein schottischer Arzt und Botaniker und erster Regius Professor of Botany an der University of Aberdeen.
Sein botanisches Autorenkürzel (er beschrieb Algen und Moose) lautet „Dickie“.

## Leben
1830 schloss Dickie sein Grundstudium am Marischal College mit A.M. ab. Er verfolgte anschließend ein Medizinstudium in Aberdeen und an der University of Edinburgh. Ab 1839 hielt er am King’s College in Aberdeen Vorlesungen zur Botanik, Naturgeschichte und Materia medica, die damals als Teilgebiete der Medizin betrachtet wurden. 1849 wurde ihm der Lehrstuhl für Naturgeschichte an der Queen’s University Belfast angetragen. Er hielt Vorlesungen zur Botanik, Geologie, physische Geografie und Zoologie.
Als 1860 Marischal und King’s College in Aberdeen zur University of Aberdeen vereinigt wurden, wurde ihm die neu gegründete Regius Professur für Botanik angeboten. Er hielt den Lehrstuhl bis 1877, als seine Gesundheit eine weitere Ausübung des Amtes nicht mehr erlaubte.
Frühe Arbeiten von Dickie handeln von Morphologie und Physiologie von Gemüsesorten. Ab ca. 1844 wendet er sich zunehmend Algen zu, wo er große Expertise entwickelte. Beispielsweise wurde er von den Royal Botanic Gardens in Kew für zugesandte Proben häufig zur Bestimmung konsultiert. Ab ca. 1861 verhinderte seine Gesundheit aktive Feldarbeit. Lungenprobleme und seine zunehmende Taubheit behinderten ihn in späteren Jahren. 1877 gab der die Regius Professur auf. Sein Nachfolger als Regius Professor wurde James William Helenus Trail. Dickie verstarb am 15. Juli 1882 in Aberdeen.

## Ehrungen
Dickie war Fellow der Royal Society und der Linnean Society of London. Er war Ehrenmitglied der Botanical Society of Edinburgh. Zu Ehren Dickies benannte Robert Sim den runzelsporigen Blasenfarn mit dem wissenschaftlichen Namen Cystopteris dickieana.

## Bibliografie
- 1838 Flora of Aberdeen
- 1860 Botanist's Guide to the Counties of Aberdeen, Banff, and Kincardine
- 1864 Flora of Ulster